# Elezioni parlamentari in Angola del 2008
Le elezioni parlamentari in Angola del 2008 si tennero il 5 e 6 settembre per il rinnovo dell'Assemblea nazionale.

## Risultati
| Liste                                                  | Voti      | %     | Seggi |
| ------------------------------------------------------ | --------- | ----- | ----- |
| Movimento Popolare di Liberazione dell'Angola          | 5 266 216 | 81,64 | 191   |
| Unione Nazionale per l'Indipendenza Totale dell'Angola | 670 363   | 10,39 | 16    |
| Partito del Rinnovamento Sociale                       | 204 746   | 3,17  | 8     |
| Unione della Nuova Democrazia Elettorale               | 77 141    | 1,20  | 2     |
| Fronte Nazionale di Liberazione dell'Angola            | 71 416    | 1,11  | 3     |
| Altri                                                  | 160 525   | 2,49  | –     |
| Totale                                                 | 6 450 407 | 100   | 220   |